# Jayne Mansfield

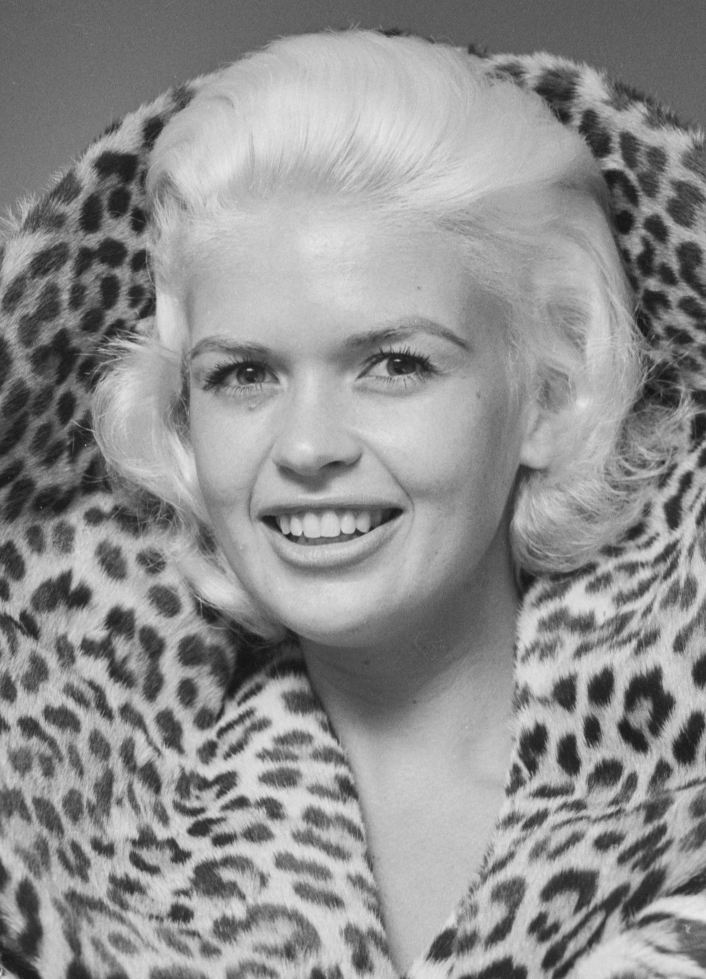
Jayne Mansfield (um 1960)

Jayne Mansfield (* 19. April 1933 in Bryn Mawr, Pennsylvania, als Vera Jayne Palmer; † 29. Juni 1967 bei Slidell, Louisiana) war eine US-amerikanische Schauspielerin und ein Sexsymbol bzw. eine Sexbombe der 1950er Jahre.

## Leben

### Frühe Jahre
Jayne Mansfield kam 1933 als Kind des Anwalts Herbert William Palmer und dessen Frau Vera Jeffrey Palmer in Pennsylvania zur Welt. Ihr Vater starb an einem Herzinfarkt, als sie drei Jahre alt war. Sie studierte zunächst an der Southern Methodist University im Fachbereich der Künste (Meadows School of the Arts), während ihrer Schwangerschaft an der University of Texas at Austin und ab 1954 an der University of California, Los Angeles mit der Absicht, Schauspielerin zu werden. Geholfen hat ihr letztlich ein Nebenjob als Model, nicht zuletzt im Playboy. Bereits als Kind spielte sie Klavier und Violine.
Noch vor ihrem Durchbruch als Broadway-Star und Pin-up-Königin wurde Mansfield mit Auszeichnungen und Titeln wie „Miss Photoflash 1952“, „Miss Negligee“, „Miss Nylon Sweater“, „Miss Freeway“, „Miss Electric Switch“, „Miss Geiger Counter“, „Gas Station Queen“, „Miss Analgesin“, „Cherry Blossom Queen“, „Miss 100% Pure Maple Syrup“, „Miss 4th of July“, „Miss Fire Prevention“, „Miss Tomato“ oder „Hot Dog Ambassador“ bedacht.

### Playmate und Vertrag mit Warner Bros. (1955)
Im Februar 1955 war sie „Playmate of the Month“ im Playboy; weitere Fotostrecken in dem Herrenmagazin folgten bis 1965 fast jährlich. Hollywood wurde erstmals bei einer Presseveranstaltung des RKO-Films Die goldene Galeere auf sie aufmerksam. Mansfield ließ vor den Fotografen ihr Bikinioberteil und anschließend sich in einen Swimmingpool fallen. Die Manager von Warner Bros. fanden Gefallen an der kurvenreichen Blondine und nahmen sie unter Vertrag.
Trotz zahlreicher Publicity-Auftritte, die die Presse zu dem Spruch „Gestern Nacht fand eine Party statt, bei der Jayne Mansfield nicht dabei war“ hinreißen ließ, sowie ihrer ausschweifenden Selbstinszenierung lief ihre Filmkarriere nur schleppend an. Nach kleinen Rollen, zum Beispiel als Zigarettenmädchen in Es geschah in einer Nacht (1955) oder als namenlose Schönheit in Blutige Straße (1955), verlor das Studio das Interesse an ihr und löste ihren Vertrag auf.
Erwähnenswert ist der Kriminalfilm Schakale der Unterwelt (1955), in dem Warner Bros. Mansfield in einer Rolle besetzte, die der Rolle Marilyn Monroes in dem Filmklassiker Asphalt-Dschungel ähnelte. Hier wurde deutlich, dass das Filmstudio hoffte, Mansfield zu seiner „eigenen“ Monroe aufbauen zu können. Nachdem Warner sie entlassen hatte, drehte sie den Film Ein Toter lügt nicht (1955) unter Regie von Paul Wendkos. Der Film zeigte sie in einer ihrer wenigen dramatischen Rollen, für die sie durchaus gute Kritiken bekam. Der Film kam jedoch erst 1957, auf dem Höhepunkt ihrer Karriere, in die Kinos und wurde nur mäßig erfolgreich.

### Erfolg am Broadway (1955–1956)
Nachdem ihre Filmkarriere ins Stocken geraten war, erhielt sie 1955 ein Angebot aus New York und wurde schließlich am Broadway zum Star. Die Rolle der Rita Marlowe in der Komödie Will Success Spoil Rock Hunter? an der Seite von Orson Bean und Walter Matthau wurde zum größten Erfolg für das ehemalige Playboy-Fotomodell, sowohl in der Broadway-Bühnenfassung, für die sie 1956 den Theatre World Award erhielt, als auch 1957 in der adaptierten Filmfassung. George Axelrods Bühnenstück war eine Satire auf das amerikanische Filmgeschäft, und Mansfield spielte eine sexbetonte und grelle Parodie auf die drei „Leinwandgöttinnen“ Hollywoods: Rita Hayworth, Marilyn Monroe und Jean Harlow.

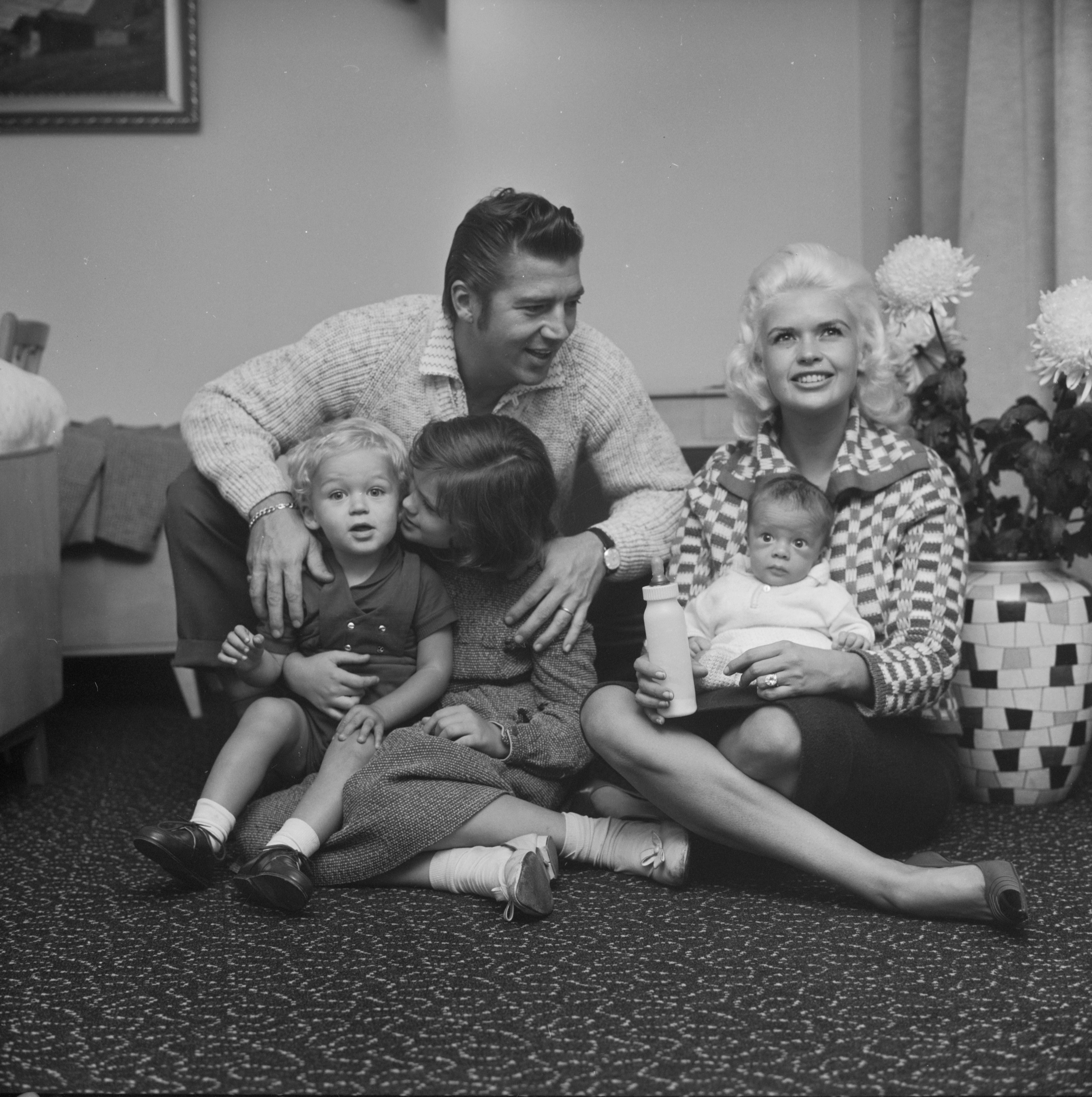
Mansfield mit Mickey Hargitay, ihrer Tochter Jayne Marie und den Söhnen Miklós und Zoltan (um 1960)

Ein Teil ihres Erfolges war auch ihrer unermüdlichen Selbstvermarktung zuzuschreiben; wie kaum ein anderer Star dieser Zeit präsentierte sie sich der Öffentlichkeit, warf sich vor Fotografen in Pose und verteilte Autogramme und Fotos. Star-Kolumnistin und Mansfield-Vertraute May Mann schrieb 1973 in ihrer Mansfield-Biografie über den Erfolg in New York: „Es war erstaunlich. Über Nacht war sie geradezu … überall.“ Im April 1956 war Jayne Mansfield auf dem Cover des Life-Magazins zu sehen, das sie als „Broadways klügste dumme Blondine“ bezeichnete. In New York lernte sie während eines Besuches der Mae-West-Show ihren späteren zweiten Ehemann, den Mister Universum 1955, Mickey Hargitay kennen. Nach 444 Aufführungen von Will Success Spoil Rock Hunter? kehrte sie 1956 nach Hollywood zurück und wurde von der 20th Century Fox unter Vertrag genommen.

### Vertrag mit der 20th Century Fox, Hollywood-Star und Karriere in Las Vegas (1956–1960)
Bei der 20th Century Fox sollte Mansfield an die Stelle von Marilyn Monroe treten, nachdem diese 1955 ihren Vertrag mit dem Filmstudio gekündigt hatte. Mansfields erfolgreichste Spielfilme wurden neben The Girl Can’t Help It (1956) auch Sirene in Blond (1957), beide unter der Regie von Frank Tashlin, und Sheriff wider Willen (1958), der besonders in England sehr erfolgreich wurde. 1957 gewann sie den Golden Globe Award als beste Nachwuchsdarstellerin für ihre schauspielerische Leistung in The Girl Can’t Help It, 1959 wurde sie für ihre Rolle in Sheriff wider Willen für den Laurel Award nominiert.
Die Rollen in ihren zwei erfolgreichsten Filmen, The Girl Can’t Help It und Sirene in Blond sowie in Kiss Them for Me (1957) unterschieden sich kaum und spiegelten Mansfields Image als publikumsverrückte Sexbombe und „Busenwunder“ wider. Dies verleitete viele Kritiker zu der Aussage, dass Mansfield zwar eine gute Komödiantin sei, letztlich aber nur sich selbst spielen könne. Obwohl sie oft betonte, auch ernste Rollen spielen zu wollen, legte sie ihr schrilles Image nie ab. Roger Ebert schrieb über Mansfield: „Jayne Mansfield, die keine dumme Blondine war, verbrachte jedoch die meiste Zeit ihres Lebens damit, dieses Image zu fördern […] Sie war ein Klischee, fast eine Karikatur des dummen Blondchens: größer, blonder, dümmer, mehr Publicity-versessen als alle, die vor ihr kamen.“

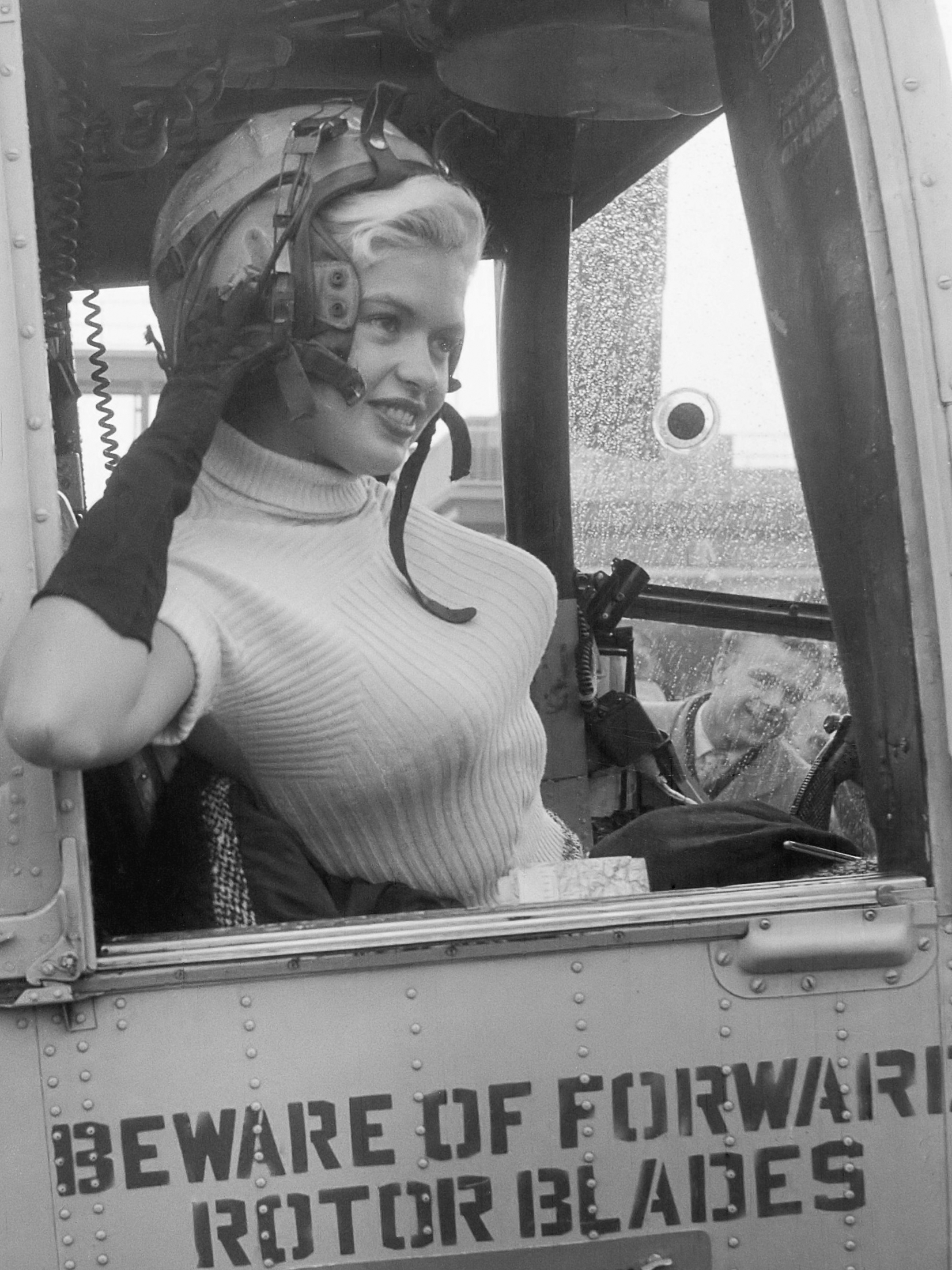
Mansfield (1957)

Mansfield wurde schließlich mit ihrem offen zur Schau gestellten Sexappeal in den 1950er Jahren zum Star. Sie verstand, sich als Diva in Szene zu setzen, indem sie Pressekonferenzen in der Badewanne abhielt oder einen Swimmingpool in Herzform in den Garten ihrer Villa Pink Palace einbauen ließ. Von Bette Davis wurde die sogenannte „Miss Blitzlicht“ mit dem Spruch bedacht, „[…] dramatische Kunst sei, zu wissen, wie man einen Pullover füllt“. John Waters nannte sie einmal den „ersten weiblichen Frauenimitator“.

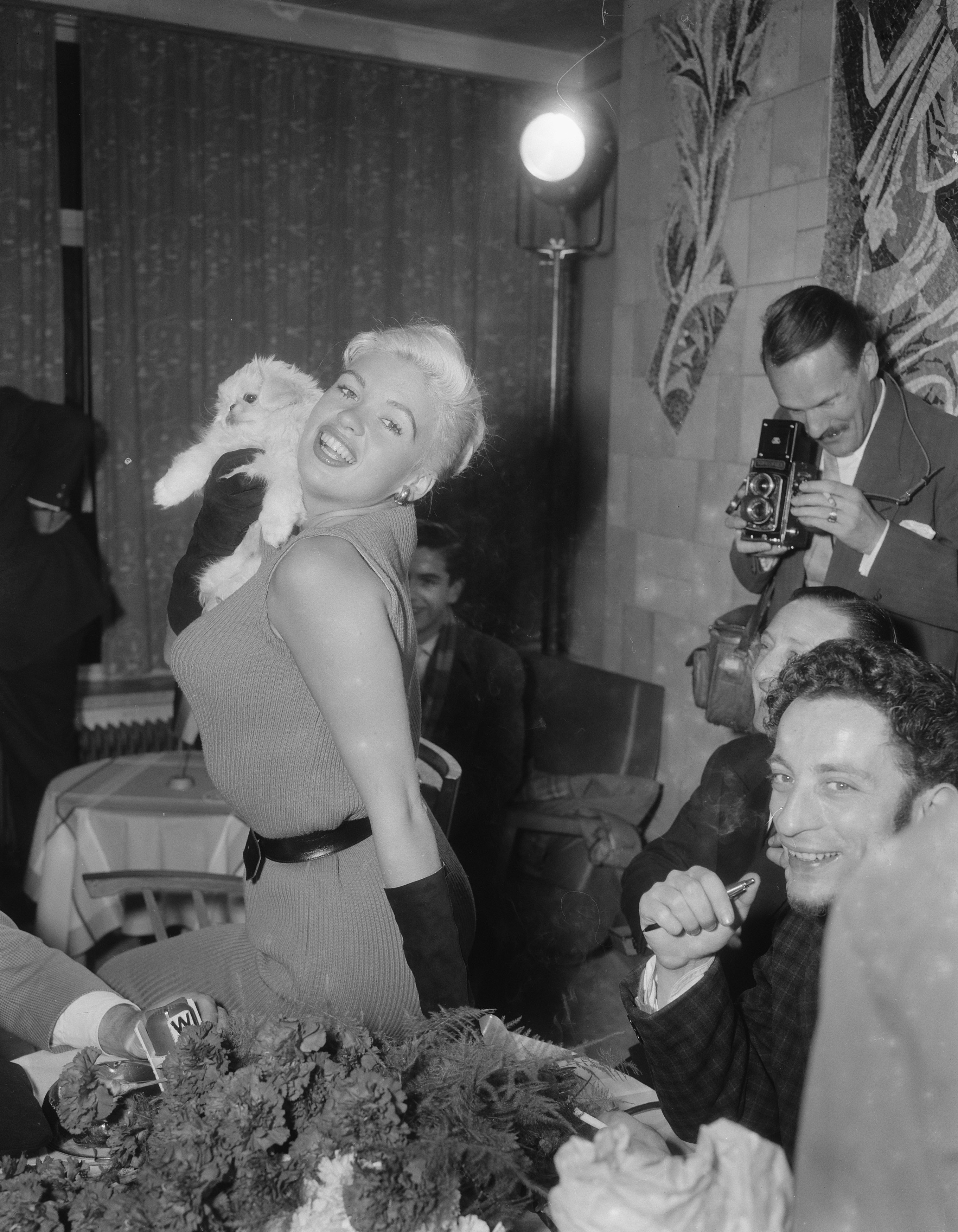
Mansfield in den Niederlanden (1957)

Berühmt wurden ihre medienwirksamen Publicity-Auftritte. So trug sie 1957 auf der Hollywood-Begrüßungsparty für den italienischen Filmstar Sophia Loren ein so ostentativ ausgeschnittenes Kleid, dass ihre Brustwarzen fast aus dem Dekolleté rutschten. Die Fotoaufnahme von Lorens irritiertem Blick auf ihre Tischnachbarin Mansfield ging um die Welt. 1960 drückte Mansfield bei der Verleihung eines Golden Globe den nur 1,60 Meter großen Schauspieler Mickey Rooney an ihr offenherziges Dekolleté, worauf Rooney dem amüsierten Publikum mitteilte „Who wants to be tall?“ („Wer will schon groß sein?“). Zwischen 1956 und 1957 wurden mehr als 2500 Fotoaufnahmen des „Hollywood-Busens“ (Der Spiegel) in Zeitschriften veröffentlicht.
Im Jahr 1957 brachte die Firma Poynter Products Inc. eine nach Mansfield in Pin-up-Pose modellierte Wärmflasche auf den Markt. Die Wärmflasche wurde unter großem Aufsehen von ihr selbst beworben. Die 20th Century Fox schickte „Amerikas Sexkönigin“ 1957 auf eine mehrwöchige Promotion-Tournee nach Europa. Ihre Selbstdarstellung sorgte dafür, dass die Tournee ein voller Erfolg wurde. Nebenbei bewarb Mansfield Nylonstrümpfe und Büstenhalter, eröffnete Kaufhäuser und Supermärkte, trat auf vielen Wohltätigkeitsveranstaltungen und Miss-Wahlen auf. Auch war sie im Fernsehen ein gern gesehener Gast, so zum Beispiel zwischen 1956 und 1966 viermal in der Show What’s My Line?.
Im Jahr 1958 wurde sie für eine Revue im Tropicana in Las Vegas engagiert. Wegen des großen Erfolges wurde die Spielzeit von vier auf acht Wochen verlängert. Ihr Ehemann Mickey Hargitay trat ebenfalls in der Revue auf. Besonderes Aufsehen erregte Mansfields hautenge und fast durchsichtige Bühnengarderobe. Weitere Auftritte im Tropicana und im Dunes sowie eine Schallplattenaufnahme mit dem Titel Jayne Mansfield Busts Up Las Vegas folgten. 1959 war sie Star des Playboy-Kalenders.

### Misserfolge und Nachtclub-Sängerin (1960–1967)
Nach den Misserfolgen der Spielfilme Wo alle Straßen enden (1957) und Kiss Them for Me an der Seite von Cary Grant ließ die 20th Century Fox sie fallen und lieh sie an zweitklassige Filmstudios in Europa aus. Sie spielte in Unterhaltungsfilmen wie Die Liebesnächte des Herkules, Sie pfiff und die Kerle kuschten (beide 1960) oder Heimweh nach St. Pauli (1963) neben Freddy Quinn und tingelte durch britische Nachtclubs. 1961 war Mansfield Stargast der Berlinale. Zusammen mit ihrem Ehemann ließ sie sich nicht nur neben Willy Brandt fotografieren, sondern am Festivalabend auch ihr Kleid platzen, worauf die Berlinale 1961 in der deutschen Presse den Spitznamen „Busen-Berlinale“ bekam.
Nach ihrer Rückkehr in die USA Mitte der 1960er Jahre wurde Mansfield mit der Church of Satan in Verbindung gebracht, allerdings traf sie sich nur zweimal mit Anton Szandor LaVey, dem Gründer dieser Kirche, um wieder ins Gespräch zu kommen. 1963 drehte sie den Skandalfilm Promises! Promises!, der jedoch nur mäßig erfolgreich war. Die Komödie blieb hingegen durch Mansfields Nacktszenen in Erinnerung, da sie der erste große Hollywood-Star war, der sich derart freizügig auf der Kinoleinwand präsentierte. Michael Feeney Callan schrieb zu Mansfields Auftritt in Promises! Promises!:

„Amerika war wie betäubt: Keine führende Schauspielerin, Monroe inklusive, hatte je eine solche Bloßstellung riskiert.“

Nach Promises! Promises! war ihre Filmkarriere fast beendet. In Europa bekam sie noch einige größere Rollen, die sie jedoch überwiegend nur als Busen-Star zeigten. Populär war sie nach wie vor in Italien, wo sie einen Silver Mask Award erhielt und von der Filmpresse zur „beliebtesten Schauspielerin 1961–1962“ gewählt wurde. Aufgrund finanzieller Probleme war Mansfield nun auf Auftritte in zweitklassigen Nachtclubs angewiesen. Ihre Shows setzten sich meist aus Aufführungen von Standard-Hits, Liedern und Gags ihrer Filme sowie einigen sexbetonten Tanzeinlagen zusammen. 1963 veröffentlichte sie die Single Snick Snack Snuckelchen in deutscher und englischer Sprache für den deutschen Schlagermarkt. Wenngleich der große Erfolg damit ausblieb, erzielte der Schlager einen hohen Bekanntheitsgrad. Der Bertelsmann Schallplattenring präsentierte ihn 1963 auf einer seiner Potpourri-LP als erfolgreichen Saisonsong des Frühjahrs. 1964 inszenierte Mansfield einen Fototermin mit den Beatles im Whisky a Go Go. Der Versuch, mit den Theaterstücken Rabbit Habit und Champagne Complex (beide 1965) an ihre Glanzzeit am Broadway anzuknüpfen, scheiterte.
Zahlreiche private Probleme sowie zunehmender Alkohol- und Medikamentenmissbrauch erschwerten die Bühnenarbeit. Zudem hatte das Publikum nach dem Tod von Marilyn Monroe das Interesse an den Hollywood-Blondinen verloren, und das wiederholte Auftreten Mansfields als Sexbombe stieß bei der seriösen Filmpresse nun auf Ablehnung. Der Film The Las Vegas Hillbillys (1966) zeigt die beiden ehemaligen Hollywood-Sexsymbole Mansfield und Mamie Van Doren in einer zweitklassigen Filmproduktion. Ihren letzten Filmauftritt hatte sie 1967 in einer Gastrolle in dem Spielfilm Leitfaden für Seitensprünge. Der Film Single Room Furnished sowie die Dokumentation The Wild, Wild World of Jayne Mansfield wurden erst nach ihrem Tod veröffentlicht.

### Früher Tod (1967)

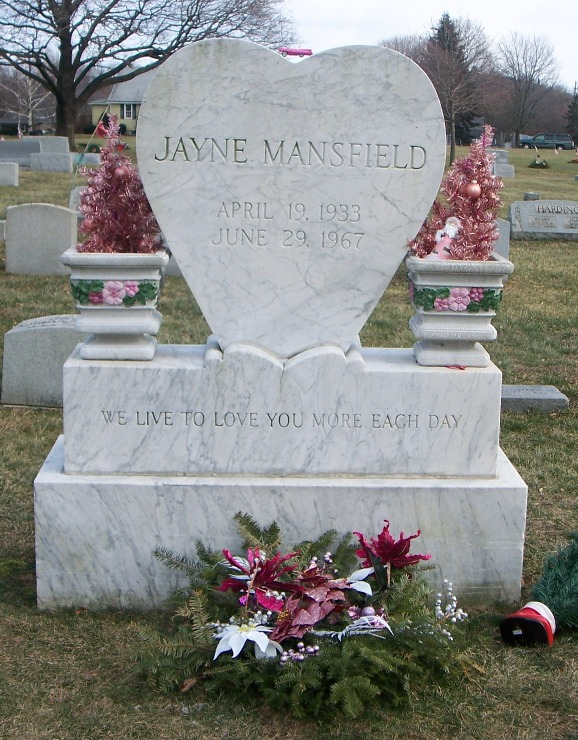
Jayne Mansfields Grabstätte

Jayne Mansfield starb am 29. Juni 1967 im Alter von 34 Jahren zusammen mit ihrem Partner, dem Rechtsanwalt Sam Brody, bei einem Autounfall auf einem Highway in der Nähe von New Orleans. Ihr Auto, ein 1966er Buick 225 Electra, fuhr auf dem U.S. Highway 90 östlich der Rigolets-Brücke mit hoher Geschwindigkeit auf einen Sattelzug auf. Die vorn sitzenden Mansfield und Brody sowie ihr 20-jähriger Fahrer Ronnie Harrison kamen dabei ums Leben.
Drei ihrer fünf Kinder (Miklós, Zoltán und Mariska) waren ebenfalls im Auto; sie hatten auf den Rücksitzen geschlafen und erlitten nur leichte Verletzungen. Entgegen einem verbreiteten Gerücht wurde Mansfields Kopf bei dem Unfall nicht abgetrennt. Fotografiert von den Pressefotografen wurde lediglich ein blondes Haarteil, das ihr vom Kopf geschleudert worden war oder bereits auf dem Armaturenbrett gelegen hatte.

## Ehen und Kinder
- Mit Paul Mansfield war sie vom 28. Januar 1950 bis zum 8. Januar 1958 verheiratet. Der Verbindung entstammt eine Tochter, Jayne Marie Mansfield (* 8. November 1950), die den späteren Verlobten ihrer Mutter, Sam Brody, der körperlichen Gewalt gegenüber ihrer Mutter beschuldigte.

- Mit Schauspieler und Mr. Universum 1955 Mickey Hargitay war sie vom 13. Januar 1958 bis Mai 1963 verheiratet. Aus der Ehe gingen drei Kinder hervor: Miklós Jeffrey Palmer Hargitay (* 21. Dezember 1958), Zoltan Anthony Hargitay (* 1. August 1960) und die Schauspielerin Mariska Hargitay (* 23. Januar 1964).

- Den italienischstämmigen Filmregisseur Matt Cimber (eigentlich Thomas Vitale Ottaviano) heiratete sie am 24. September 1964; sie trennten sich am 20. Juli 1966. Mit ihm bekam Mansfield einen Sohn, Antonio Raphael Ottaviano, bekannt als Tony Cimber (* 17. Oktober 1965). Zum Zeitpunkt ihres Todes war Mansfield noch nicht geschieden.

## Postume Referenzen

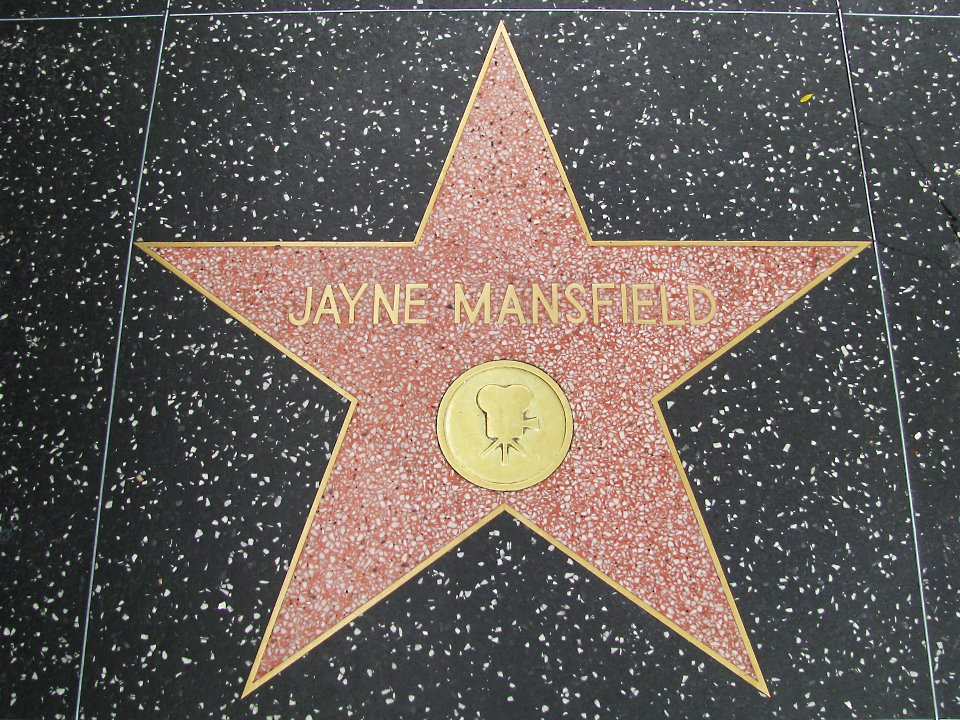
Jayne Mansfields Stern auf dem Hollywood Walk of Fame

Im Jahr 1968 entstand das Bild Jayne Mansfield von Wolf Vostell. Auf dem Bild sind Fotografien von Jayne Mansfield als Playmate und von der Unfallszenerie kombiniert und teilweise übermalt und verwischt.
Mansfields Leben wurde 1980 unter dem Titel Die Jayne Mansfield Story mit Loni Anderson als Mansfield und mit dem in der Filmbranche noch recht unbekannten Arnold Schwarzenegger als Mickey Hargitay verfilmt.
Die deutsche Band The Multicoloured Shades veröffentlichte 1985 auf ihrem Album House of Wax das Stück Bleeding in Jayne Mansfield’s Car. Die britische Band Sigue Sigue Sputnik nahm 1988 für das Album Dress for Excess den Titel Hey Jayne Mansfield Superstar! auf. Die deutsche Punkband The Bates besang Mansfield im Jahr 1990: Im Refrain des Lieds The Lips of Jayne Mansfield heißt es: „I don’t want to die without knowing the pleasure of kissing the lips of Jayne Mansfield“. 1995 veröffentlichte der niederländische Techno-DJ Eddy de Clercq das Stück Jayne Mansfield Is Dead auf der Kompilation V.O.L.V.O. (Vereniging Onder Leiding Van Onszelf) – Airbag – A Tribute To Safety. Hierin thematisierte er den Unfalltod Mansfields und verarbeitete einen Radiobericht mit der Todesmeldung und den Begleitumständen als Textpassage des Musikstückes.
In dem Spielfilm Crash (1996) von David Cronenberg wird im Rahmen der Handlung in einer nachgestellten Unfallszenerie der Unfalltod Jayne Mansfields nachempfunden. In Billy Bob Thorntons Jayne Mansfield’s Car (2012) ist das Autowrack titelgebend, das von einem an Verkehrsunfällen interessierten Weltkriegsveteranen (gespielt von Robert Duvall) besucht wird.
Im Jahr 2017 erschien der halbdokumentarische Film Mansfield 66/67 von Todd Hughes und P. David Ebersole. Er thematisiert die letzten zwei Lebensjahre Mansfields sowie die Gerüchte um deren Beziehung zu Anton LaVey im Zusammenhang mit ihrem Unfalltod. Zu Wort kommen auch Prominente wie John Waters, Mamie Van Doren und Tippi Hedren.

## Filmografie
- 1954: Female Jungle
- 1955: Blutige Straße (Hell on Frisco Bay)
- 1955: Es geschah in einer Nacht (Pete Kelly’s Blues)
- 1955: Schakale der Unterwelt (Illegal)
- 1956: The Girl Can’t Help It
- 1957: Wo alle Straßen enden (The Wayward Bus)
- 1957: Ein Toter lügt nicht (The Burglar)
- 1957: Sirene in Blond (Will Success Spoil Rock Hunter?)
- 1957: Kiss Them for Me
- 1958: Sheriff wider Willen (The Sheriff of Fractured Jaw)
- 1960: Sie pfiff und die Kerle kuschten (The Challenge)
- 1960: Die Liebesnächte des Herkules (Gli amori di Ercole)
- 1960: Zu heiß zum Anfassen (Too Hot to Handle)
- 1961: Der tanzende Gangster (The George Raft Story)
- 1962: Lykke og krone (Dokumentation)
- 1962: Es geschah in Athen (It Happened in Athens)
- 1963: Promises! Promises!
- 1963: Heimweh nach St. Pauli
- 1964: Einer frißt den anderen
- 1964: Primitive Liebe (L’amore primitivo)
- 1964: Panic Button
- 1965: The Fat Spy
- 1966: The Las Vegas Hillbillys
- 1967: Leitfaden für Seitensprünge (A Guide for the Married Man)
- 1967: Spree (Dokumentation)
- 1967: Mondo Hollywood (Dokumentation)
- 1968: The Wild, Wild World of Jayne Mansfield (Dokumentation)
- 1968: Single Room Furnished

## Diskografie (Auswahl)
Alben:
- 1961: Jayne Mansfield Busts Up Las Vegas
- 1964: Shakespeare, Tchaikovsky & Me

Singles:
- 1963: Snicksnack – Snuckelchen / Wo ist der Mann (Aus dem Spielfilm Heimweh nach St. Pauli)
- 1964: Little Things Mean A Lot / That Makes It!
- 1966: As The Clouds Drift By / Suey (mit Jimi Hendrix)